# Serinus scotops
Serinus scotops là một loài chim trong họ Fringillidae.